# Serweta

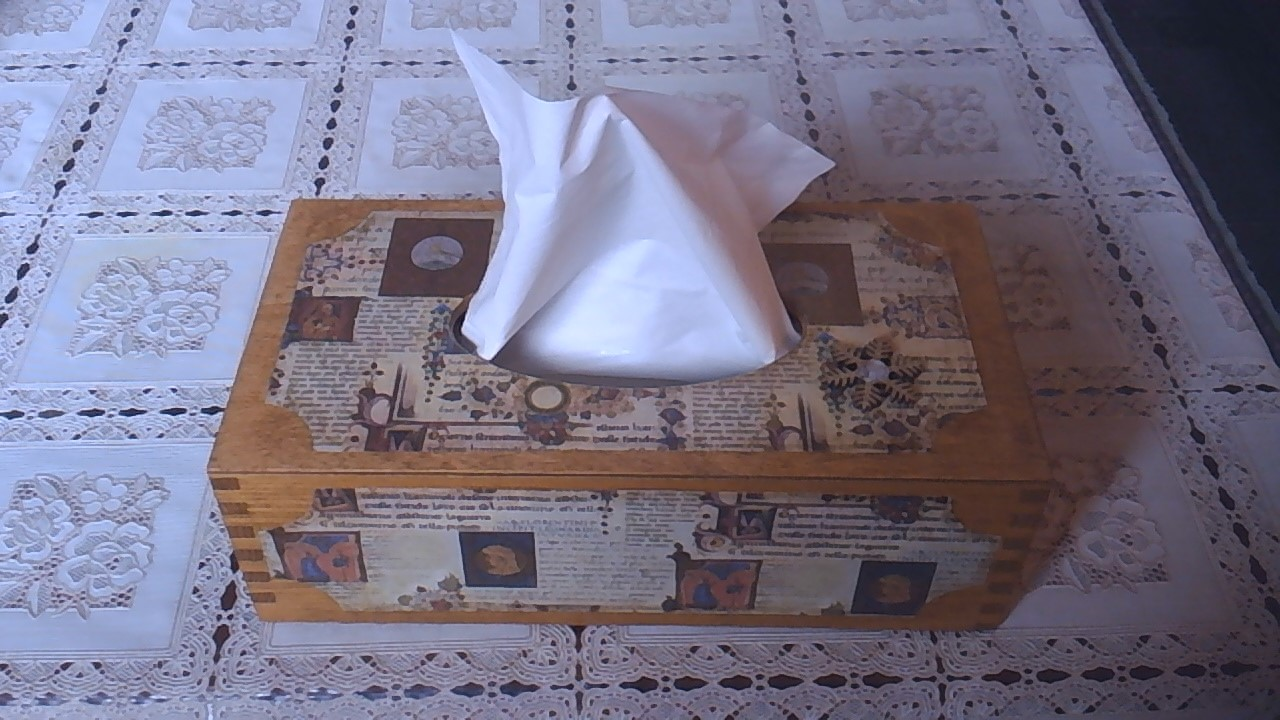
Pudełko z serwetkami

Serweta – rodzaj ozdobnego nakrycia stołu, od obrusa odróżniające się tym, że nie przeznaczone do spożywania na nim posiłków. Nazywany również bieżnikiem. Często bardzo ozdobne, np. koronkowe. Duża serweta może nakrywać cały stół, mniejsza może także leżeć na jego części, np. pośrodku. W zależności od lokalnych obyczajów, czasem serwetami nakrywane bywają także inne niż stół meble lub przedmioty.
Podobny wyraz, serwetka, może mieć dwa znaczenia:
- niewielkich rozmiarów serwetę w znaczeniu opisanym powyżej
- arkusik cienkiej bibułki bądź lnianą lub bawełnianą ściereczkę, służącą do wycierania rąk i ust podczas jedzenia